# The Millennium Bell
The Millennium Bell je devatenácté studiové album britského multiinstrumentalisty Mika Oldfielda. Bylo vydáno na podzim 1999 (viz 1999 v hudbě) a v britském žebříčku prodejnosti hudebních alb se neumístilo.
Album The Millennium Bell je podle Oldfielda zaznamenáním uplynulých 2000 let lidstva. Nahrál jej totiž v době blížícího milénia, roku 2000. Na albu účinkují (na Oldfielda netypické) dva pěvecké sbory a také orchestr London Philharmonic Orchestra.
Mluvené slovo ve skladbě „Liberation“, které říká Oldfieldova dcera Greta, jsou výňatkem z deníku Anne Frankové. Naopak verše použité ve skladbě „Sunlight Shining Through Cloud“ napsal anglikánský kněz John Newton.
Větší část alba byla živě zahrána na silvestrovském koncertě v Berlíně na přelomu let 1999 a 2000. Videozáznam z tohoto koncertu byl později vydán na VHS a DVD pod názvem The Art in Heaven Concert.

## Skladby
1. „Peace on Earth“ (Oldfield) – 4:10
2. „Pacha Mama“ (Oldfield) – 4:05
3. „Santa Maria“ (Oldfield) – 2:44
4. „Sunlight Shining Through Cloud“ (Oldfield/Oldfield, Newton) – 4:33
5. „The Doge's Palace“ (Oldfield) – 3:07
6. „Lake Constance“ (Oldfield) – 5:16
7. „Mastermind“ (Oldfield) – 3:03
8. „Broad Sunlit Uplands“ (Oldfield) – 4:03
9. „Liberation“ (Oldfield/Oldfield, Franková) – 2:38
10. „Amber Light“ (Oldfield) – 3:42
11. „The Millennium Bell“ (Oldfield) – 7:37

## Obsazení
- Mike Oldfield – elektrická kytara, španělská kytara, basová kytara, mandolína, piano, syntezátory
- Gota Yashiki – bicí
- London Philharmonic Orchestra
- The London Händel Choir, The Grant Gospel Choir – sbory
- Nicola Emmanuel, David Serame, Miriam Stockley, Camilla Darlow, Pepsi DeMacque, Andrew Johnson – zpěv, vokály